# Apeadero de Sangróniz
El apeadero de Sangróniz, con denominación oficial «Zangroiz-Sondika» o simplemente «Zangroiz», es un apeadero ferroviario perteneciente a la línea-lanzadera E3a de Euskotren Trena, ubicado en el municipio vizcaíno de Sondica, cerca de su límite con Erandio, junto al polígono industrial de Sangróniz. Abierto originalmente en 1897, fue reacondicionado y reinaugurado el 1 de junio de 2015, en el marco de la renovación de la línea férrea entre Luchana y Sondica, después de haber estado cerrado y en ruinas desde 1997.
Su tarifa corresponde a la zona 2 del Consorcio de Transportes de Bizkaia.

## Historia reciente
Con la entrada del año 1997, Euskotren dejó de prestar servicio de viajeros en el trazado en que se ubica el apeadero; desde entonces, y hasta que el tramo fue reabierto, sólo pasaban por él trenes sin servicio desde y hacia las cocheras y talleres de Euskotren en el barrio de Luchana (Erandio).
Sin embargo, a consecuencia de los trabajos de construcción de la línea 3 del metro de Bilbao, y en concreto en su última fase de ejecución, correspondiente a la nueva estación del Casco Viejo en Bilbao y la construcción de un nuevo túnel de vía doble a través del monte Archanda para reforzar la conexión ferroviaria entre Bilbao y el Valle de Asúa (Txorierri, en euskera), fue necesario interrumpir el servicio de cercanías entre Sondica y Bilbao, quedando asimismo sin servicio la estación de Ola (también en Sondica).
La compañía comunicó que, junto con el establecimiento temporal de un servicio de autobuses alternativo Sondica-Ola-Bilbao, volvería a poner en marcha el recorrido Sondica-Luchana, dentro de la línea del Txorierri (E3), constituyendo de manera provisional el extremo occidental de dicha línea, en sustitución del tramo Bilbao-Sondica. El trazado pertenecía originalmente al ferrocarril de Luchana a Munguía, del cual es el único tramo que pervive en la actualidad, habiendo sido el resto desmantelado en 1975. De los tres apeaderos industriales originales entre Luchana y Sondica (Arriagas, Asúa y Sangróniz), se consideró factible revivir el último de ellos, al preverse una potencial demanda de pasajeros.
Con el cambio, el sector este de la estación ferroviaria de Luchana, gestionado por Euskotren, volvió a estar operativo para facilitar la intermodalidad entre las líneas E3 y L1, estableciendo así enlace directo a la red de metro como acceso alternativo a Bilbao y otros lugares servidos por Metro Bilbao. Tras la conclusión de las obras del ferrocarril metropolitano en 2017, la línea E3 recuperó su conexión con Bilbao, y el servicio entre Luchana y Sondica se mantuvo en calidad de lanzadera, bajo la denominación de línea L. Su denominación actual E3a (con a de anezka; "lanzadera" en euskera) fue adoptada en 2022.

## Estructura y accesos
El apeadero cuenta con un único acceso por medio de rampas. Tiene un andén y una única vía, y en el exterior hay una parada de autobús.